# ゲティ・オイル
ゲティ・オイル（Getty Oil Co.）は、アメリカ合衆国ニューヨーク州イーストメドウに本社を置く石油関連企業である。

## 歴史
1916年、ジャン・ポール・ゲティとその父ジョージ・ゲティによってオクラホマ州に石油採掘のために設立された「ゲティ・オイル・カンパニー」を起源とする。オクラホマでは当時油田が発見されたためにオイルブームに湧いており、ゲティ・オイル・カンパニーもそれに乗じて成功し、財を成した。
1948年には中東の原油利権を得るためにイランとサウジアラビアとクウェートに進出。これが成功し、その結果ジャンは1950年代には世界でも有数の大富豪となり、1956年には米フォーチュン誌において世界一の大富豪とされるほどにまでなった。
ジャンは1976年に癌で死去し、会社は三男のゴードン・ゲティに引き継がれた。しかし、ゴードンは1984年にゲティ・オイルの石油開発部門をペンゾイルへと非公式に売却した。しかし、この直後に別の石油開発企業テキサコがペンゾイルよりも高い額でゲティ・オイルを買収することを申し出た結果、ゲティ・オイル側がペンゾイルとの契約を反故にしてテキサコと公式に契約したため、ペンゾイルの契約の有効性を巡り、テキサコとペンゾイルとの間で大規模な法廷闘争に発展。一時は泥沼化したが、最終的に1987年に和解が成立し、ゲティ・オイルはテキサコに売却された。その後は「ゲティ・ペトロリアム・マーケティング」と社名を改め、テキサコに買収される前の事業のうち、ガソリンスタンド経営などの石油の小売部門を経営している。
一時期、アメリカのスポーツ専門放送局ESPNの最大株主であった。